# Дегтерёв, Александр Юрьевич
Алекса́ндр Ю́рьевич Дегтерёв (бел. Аляксандр Юр'евіч Дзегцяроў; 20 марта 1986, Витебск) — белорусский футболист, полузащитник.

## Карьера

### Клубная
Начал заниматься футболом в 1993 году. Первые тренеры — А. С. Асташенко и В. Е. Новиков. Перешёл в «Нафтан» в 2006 году из витебского «Локомотива».
В 2009 году вместе с новополоцким «Нафтаном» он завоевал свой первый титул — Кубок Беларуси, в финальном матче которого был обыгран солигорский «Шахтёр». Также в 2009 году в матче второго квалификационного раунда Лиги Европы, в котором «Нафтаном» был обыгран бельгийский «Гент» со счётом 2:1, Александр отметился двумя забитыми мячами. В чемпионате Беларуси 2009 года Александр забил 4 гола и отдал 3 голевые передачи в 24 матчах.
В 2010 году покинул состав «Нафтана» и отправился выступать в «Белшину». В 2011 году перешёл в «Витебск». В феврале 2013 года вновь стал игроком «Нафтана». Играл на позиции левого крайнего нападающего. В начале сезона 2013 играл в стартовом составе, однако позднее потерял место в основе, стал выходить на замену. В январе 2014 года вернулся в «Витебск». Сезон 2014 начинал на скамейке запасных, позднее стал игроком основного состава витебского клуба. В августе вновь оказался на замене и в октябре покинул команду.
В апреле 2015 года присоединился к «Сморгони». В начале 2016 года стал игроком «Слонима». В июле 2018 года покинул клуб и перешёл в «Оршу».
Сезон 2019 начинал в составе «Барановичей», однако в июле покинул клуб.

### В сборной
Выступал за молодёжную сборную Беларуси.